# Борха-и-Арагон, Франсиско де
О тезоименитом святом см. Борджа, Франсиско, о кардинале — Борха, Франциско де
Франсиско де Борха-и-Арагон, граф Ребольедо (исп. Francisco de Borja y Aragón; 1581, Мадрид — 26 сентября 1658, Мадрид) — испанский писатель, судебный и колониальный чиновник из каталонского рода Борха. Внук св. Франциско Борджа, главы ордена иезуитов. Вице-король Перу с 1615 по 1621.

## Биография
Вырос и получил образование Франсиско де Борха в Испании, занимал высокие должности в королевском суде, стал влиятельным судьёй. Был командором Ордена Сантьяго. В 1602 году сочетался браком со своей дальней родственницей Анной Борджиа — праправнучкой Джоффре Борджиа и наследницей принадлежавшего ему итальянского княжества Скуиллаче.
В Испании он получил известность благодаря своей писательской деятельности. В 1614 году благодаря протекции своего двоюродного брата, герцога Лермы, был назначен на должность вице-короля Перу.
В Перу он реорганизовал университет Сан-Маркос, а также основал в Куско школу для детей высокородных индейцев и школу для детей конкистадоров. Он организовал специальный суд в колонии для решения административных и коммерческих споров. При нём был усилен флот и артиллерия. Также он придал значительный импульс развитию горной промышленности, увеличив тем самым доход короны в регионе.
Он поддерживал иезуитов в колонии и сотрудничал с ними в искоренении местных языческих верований, идолопоклонства и колдовства.
Из-за его литературного таланта жители Лимы называли его «Virrey poeta» (вице-король поэт). В своём докладе (8 апреля 1615 года) королю Испании сообщил уникальные сведения, касающиеся религии Инков, что у индейцев Перу было 10 422 идола, из них 1365 мумий, и некоторые являлись основателями их родов, племён и селений.
После смерти своего покровителя, короля Филиппа III, Франсиско де Борха вернулся в Испанию. Там он посвятил себя поэзии, переделывая и издавая некоторые из ранее написанных им поэм, также он писал новые работы в стихе и прозе.
Франсиско де Борха скончался в Мадриде 26 сентября 1658 года. Через десять лет после этого управление вице-королевством взяла в свои руки его племянница Анна Франсиска.